# Douai Mountain
Douai Mountain är ett berg i Kanada.   Det ligger i provinsen Alberta, i den centrala delen av landet, 3 100 km väster om huvudstaden Ottawa. Toppen på Douai Mountain är 3 146 meter över havet. Douai Mountain ingår i Rocky Mountains.
Terrängen runt Douai Mountain är huvudsakligen bergig. Trakten runt Douai Mountain är nära nog obefolkad, med mindre än två invånare per kvadratkilometer.. Det finns inga samhällen i närheten. 
Trakten runt Douai Mountain är permanent täckt av is och snö.